# James M. Nabrit III
James Madison Nabrit III (* 11. Juni 1932 in Houston, Texas; † 22. März 2013 in Bethesda, Maryland) war ein amerikanischer Rechtsanwalt und Bürgerrechtler. In zahlreichen Prozessen, mehrfach auch vor dem Obersten Gerichtshof der Vereinigten Staaten, vertrat er die Interessen von Afroamerikanern, die sich gegen Rassentrennung in Schulen und andere Formen rassistischer Diskriminierung zur Wehr setzten.

## Leben

### Familiärer Hintergrund und frühe Jahre
Nabrit war der einzige Sohn von James M. Nabrit jr., einem aus Georgia stammenden, afroamerikanischen Juristen, und dessen Frau Norma Walton. Der Vater praktizierte von 1930 bis 1936 als Rechtsanwalt im Houston in Texas, wo auch der Sohn seine ersten Lebensjahre verbrachte. Ab 1936 lehrte James M. Nabrit jr. Rechtswissenschaften an der Howard University in Washington D.C. und konnte dort 1937 den bundesweit ersten Universitätskurs zur Bürgerrechtsgesetzgebung einrichten. Sein Sohn wuchs so in der Hauptstadt der USA auf, wo die Rassentrennung sehr strikt war.
Schon frühzeitig kam er über den Vater in Kontakt mit führenden Persönlichkeiten der afroamerikanischen Bürgerrechtsbewegung, darunter Thurgood Marshall und William H. Hastie. Seit den 1930er Jahren vertrat James M. Nabrit jr. die National Association for the Advancement of Colored People (NAACP) in einigen Prozessen zu Bürgerrechtsfragen vor Gericht, so in Zusammenarbeit mit Marshall bei Fällen, die schließlich 1954 zur Grundsatzentscheidung Brown v. Board of Education des Obersten Gerichtshofs führten, mit der das Ende der rechtlich sanktionierten Rassentrennung an öffentlichen Schulen der Südstaaten eingeläutet wurde. In den 1960er Jahren war James M. Nabrit jr. Präsident der Howard University und für mehrere Jahre stellvertretender Botschafter der Vereinigten Staaten bei den Vereinten Nationen.
Der Sohn James M. Nabrit III besuchte die Dunbar High School in Washington D.C. und erwarb seinen Abschluss an der Mount Hermon School for Boys (heute Northfield Mount Hermon School). An dem nahe der Ortschaft Gill in Massachusetts gelegenen Internat hatte er erstmals weiße Schulkameraden. Anschließend studierte Nabrit am Bates College in Lewiston in Maine und an der Yale Law School, wo er 1952 beziehungsweise 1955 abschloss. Danach arbeitete er anderthalb Jahre lang für eine Anwaltskanzlei in Washington D.C., unterbrochen durch zweijährigen Dienst in der United States Army, den er in South Carolina und Georgia, hauptsächlich jedoch in Paris ablegte.

### Wirken als Bürgerrechtsanwalt
Im Jahr 1959 wurde Nabrit von Thurgood Marshall als Mitarbeiter des Legal Defense and Educational Fund der NAACP angeworben, einer zwei Jahre zuvor auf Betreiben Marshalls gegründeten und von diesem geleiteten, rechtlich unabhängigen und gemeinnützigen Anwaltskanzlei, welche die Bürgerrechtsorganisation in Rechtsfragen vertrat. Sein erster Auftrag bestand in der Vorbereitung eines juristischen Schriftstücks für einen Prozess vor dem Obersten Gerichtshof. Dabei wurde ein Gerichtsurteil aus Louisiana, mit dem ein Verbot von Kämpfen zwischen weißen und schwarzen Boxern für rechtswidrig erklärt worden war und das auf dem Revisionsweg aufgehoben werden sollte, schließlich in letzter Instanz bestätigt.
In den frühen 1960er Jahren vertrat Nabrit wiederholt afroamerikanische Studenten, die an Sit-ins teilgenommen hatten, um dagegen zu protestieren, dass sie in Restaurants und anderen öffentlichen Einrichtungen nicht bedient wurden. Er war beteiligt bei Verfahren in den Bundesstaaten Virginia, Arkansas, Louisiana und North Carolina, in denen es jeweils um Rassentrennung in Schulen ging. Außerdem vertrat er mehrmals die Interessen von Angeklagten, denen die Todesstrafe drohte.
Im März 1965 half Nabrit Marshalls Nachfolger beim NAACP Legal Defense and Educational Fund, Jack Greenberg, beim Entwurf eines Plans für den dritten Bürgerrechtsmarsch von Selma nach Montgomery, den Martin Luther King organisierte. Der detaillierte Plan, in dem aufgelistet war, wie viele Teilnehmer der Marsch haben, welche Routen von ihnen genommen und wo sie übernachten sollten (vor allem auf Feldern von Farmen), diente der Strategie der NAACP, den Gerichten Belege dafür zu liefern, dass Organisatoren und Teilnehmer nur ihre von der Verfassung der Vereinigten Staaten garantierten Grundrechte wahrnehmen wollten. Der Plan wurde schließlich von einem Bundesrichter abgesegnet und der Marsch durfte stattfinden. Etwa 25.000 Menschen nahmen daran teil. In einem ähnlich gelagerten Fall vertrat Nabrit im November 1968 bei einer mündlichen Verhandlung vor dem Obersten Gerichtshof die Interessen des Pastors und Bürgerrechtlers Fred Shuttlesworth, dem die Erlaubnis zum Durchführen eines Marsches in Birmingham, Alabama, verweigert worden war. In einem einstimmigen Urteil (Shuttlesworth v. Birmingham) entschied das Gericht am 10. März 1969, dass damit Shuttlesworths Grundrecht auf freie Meinungsäußerung eingeschränkt worden war.
Nabrit war auch bei der Vorbereitung einer Verhandlung vor dem Obersten Gerichtshof beteiligt, bei der es im Oktober 1972 um Rassentrennung in Schulen von Denver ging. Zwar gab es in Colorado, anders als zuvor in den Südstaaten, keine Gesetzesgrundlage für Rassentrennung, die Bürgerrechtler argumentierten jedoch, dass die Schulbehörden die Einzugsgebiete einzelner Schulen vorsätzlich so zuschnitten, dass sich zwangsläufig eine Rassentrennung ergebe und dies zu schlechteren Ausbildungsbedingungen für Afroamerikaner führe. Im Urteil Keyes v. School District No. 1, Denver, Colorado vom 21. Juni 1973 schloss sich die Mehrzahl der Richter des Obersten Gerichtshofs dieser Sichtweise an. Es war das erste Mal, dass das Gericht einen Fall zur Rassentrennung in den Schulen eines Bundesstaates angenommen hatte, bei der die rassistische Praxis nicht auf Gesetzen beruhte.
Nabrit arbeitete von 1959 bis 1989 für den NAACP Legal Defense and Educational Fund. In dieser Zeit vertrat er Klienten bei insgesamt zwölf Fällen in der mündlichen Verhandlung vor dem Obersten Gerichtshof, wobei neun Fälle gewonnen werden konnten. Über lange Jahre hinweg war Nabrit, von der Öffentlichkeit wenig wahrgenommen, der wichtigste Mitarbeiter der jeweiligen Leiter des Funds, einer Organisation, die eine zentrale Bedeutung bei der juristischen Bekämpfung der sogenannten Jim Crow Laws in den Südstaaten hatte.

### Privates und Tod
Nach dem Ende seiner beruflichen Tätigkeit lebte James M. Nabrit in Silver Spring in Maryland. Zu seinen privaten Interessen zählten Fotografieren, Tauchen und das Vorführen von Zauberkunststücken. Von 1956 bis zu ihrem Tod im Jahr 2008 war er mit der gebürtigen Roberta Jacquelyn Harlan verheiratet. Die Ehe blieb kinderlos.
James M. Nabrit III starb am 22. März 2013 im Suburban Hospital in Bethesda, Maryland, im Alter von 80 Jahren an Lungenkrebs.